# شکل‌گیری اسلام
شکل‌گیری اسلام؛ مذهب و جامعه در خاور نزدیک، ۶۰۰-۱۸۰۰ (به انگلیسی: The Formation of Islam: Religion and Society in the Near East, 600-1800) کتابی است که توسط تاریخ‌دان و خاورشناس آمریکایی، جاناتان برکلی نوشته شده و در سال ۲۰۰۳ توسط انتشاارات کمبریج منتشر شد. این کتاب به چهار فصل تقسیم گشته‌است:
- خاورنزدیک پیش از اسلام
- برخاستن ناگهانی اسلام: ۶۰۰–۷۵۰ م.
- تثبیت اسلام: ۷۵۰–۱۰۰۰ م.
- اسلام در دوران قرون وسطی: ۱۰۰۰–۱۵۰۰ م.

این کتاب جایزه ۲۰۰۳ کتاب آلبرت حورانی توسط انجمن مطالعات خاورمیانه در آمریکای شمالی را کسب کرد.